# Jayon Brown
Jayon Lee Brown (geboren am 26. Februar 1995 in Long Beach, Kalifornien) ist ein ehemaliger US-amerikanischer American-Football-Spieler auf der Position des Linebackers. Er spielte College Football für die University of California, Los Angeles. Zuletzt stand Brown bei den Las Vegas Raiders in der National Football League (NFL) unter Vertrag. Zuvor spielte er fünf Jahre lang für die Tennessee Titans.

## College
Brown besuchte die Long Beach Polytechnic High School in seiner Heimatstadt Long Beach, Kalifornien und ging ab 2013 auf die University of California, Los Angeles (UCLA). Dort spielte er College Football für die UCLA Bruins. In seinen ersten beiden Saisons am College wurde Brown als Ersatzspieler und in den Special Teams eingesetzt. In der Saison 2015 kam er in neun von zwölf Spielen als Starter zum Einsatz, in seiner letzten Saison für UCLA war er durchgängig Stammspieler. Dabei setzte er 119 Tackles, was Bestwert in seinem Team war, und fing drei Interceptions. Brown wurde in das All-Star-Team der Pacific-12 Conference (Pac-12) der Saison 2016 gewählt.

## NFL
Brown wurde im NFL Draft 2017 in der fünften Runde an 155. Stelle von den Tennessee Titans ausgewählt. Nachdem er als Rookie vor allem situativ als Ergänzungsspieler eingesetzt worden war, wenn die Titans einen Passspielzug des Gegners erwarteten, etablierte er sich in seiner zweiten Spielzeit in der NFL und bestritt neun Partien als Starter. Dabei war er auch als Pass Rusher erfolgreich und erzielte sechs Sacks. Am letzten Spieltag der Saison 2018 gelang Brown gegen die Indianapolis Colts nach einem Pass von Andrew Luck seine erste Interception in der NFL, die er zu einem Touchdown in die gegnerische Endzone zurücktrug. Zudem konnte er mit einem eroberten Fumble von Marlon Mack einen zweiten Turnover zugunsten von Tennessee verursachen. Dennoch verloren die Titans das Spiel, in dem beide Mannschaften einen Sieg für den Einzug in die Play-offs benötigten, mit 17:33. In der folgenden Spielzeit wurde weniger im Pass Rush, sondern überwiegend für Deckungsaufgaben eingesetzt. Dabei kam er auf 14 Spiele als Starter und konnte acht Pässe verhindern sowie nach einem Fumble einen Touchdown erzielen. In der Saison 2020 verpasste Brown die letzten sechs Partien wegen einer Ellenbogenverletzung. Bis zu seiner Verletzung war er der Spieler mit den meisten Tackles in seinem Team. Im März 2021 einigte sich Brown mit den Titans auf eine Vertragsverlängerung um ein Jahr im Wert von 5,3 Millionen US-Dollar.
Am 24. März 2022 nahmen die Las Vegas Raiders Brown unter Vertrag. Er bestritt acht Partien für die Raiders, davon sechs als Starter. Nach Einsätzen in den ersten vier Wochen spielte Brown zunächst bis zum zehnten Spieltag nicht. Er spielte vier weitere Partien, bevor er mit einer Handverletzung für den Rest der Saison ausfiel.

### NFL-Statistiken
| Saison                             | Saison | Spiele | Spiele      | Tackles | Tackles | Tackles | Tackles | Interceptions | Interceptions | Interceptions | Interceptions | Interceptions | Fumbles | Fumbles | Fumbles |
| Jahr                               | Team   | Spiele | als Starter | Gesamt  | Solo    | Ast     | Sacks   | PD            | INT           | Yds           | Lng           | TD            | FF      | FR      | TD      |
| ---------------------------------- | ------ | ------ | ----------- | ------- | ------- | ------- | ------- | ------------- | ------------- | ------------- | ------------- | ------------- | ------- | ------- | ------- |
| 2017                               | TEN    | 16     | 0           | 52      | 38      | 14      | 1,5     | 4             | 0             | 0             | 0             | 0             | 0       | 0       | 0       |
| 2018                               | TEN    | 16     | 9           | 97      | 64      | 33      | 6,0     | 6             | 1             | 22            | 22            | 1             | 2       | 1       | 0       |
| 2019                               | TEN    | 14     | 14          | 105     | 69      | 36      | 1,0     | 8             | 1             | 0             | 0             | 0             | 0       | 1       | 1       |
| 2020                               | TEN    | 10     | 10          | 76      | 45      | 31      | 1,0     | 8             | 1             | 0             | 0             | 0             | 2       | 0       | 0       |
| 2021                               | TEN    | 10     | 6           | 55      | 35      | 20      | 0,0     | 2             | 1             | 2             | 2             | 0             | 0       | 0       | 0       |
| 2022                               | LV     | 8      | 6           | 45      | 29      | 16      | 0,0     | 1             | 0             | 0             | 0             | 0             | 0       | 1       | 0       |
| Gesamt                             | Gesamt | 74     | 45          | 430     | 280     | 150     | 9,5     | 29            | 4             | 24            | 22            | 1             | 4       | 4       | 1       |
| Quelle: pro-football-reference.com |        |        |             |         |         |         |         |               |               |               |               |               |         |         |         |

## Persönliches
Drei Brüder von Brown spielten am College ebenfalls Football. Sein jüngerer Bruder Joshua spielt für die University of Arizona, seine älteren Brüder Jason und Juwuan waren für als Linebacker für die University of Idaho beziehungsweise als Defensive Lineman für die Southern Oregon University aktiv.